# Костюк Інна Федорівна
Костюк Інна Федорівна (13 липня 1937, Харків - 7 листопада 2023 року) – лікар-терапевт, професор, доктор медичних наук, завідувачка кафедри внутрішніх і професійних хвороб Харківського медичного інституту (1977–2009).

## Життєпис
Інна Федорівна Костюк народилась у м. Харкові у сім’ї службовців 13 липня 1937 року.
У 1960 р. закінчила Харківський медичний інститут (ХМІ) (нині Харківський національний медичний університет) лікувальний факультет. У 1966 р. закінчила аспірантуру на кафедрі шпитальної терапії, з 1966 р. — асистент, з 1969 р. – доцент цієї кафедри.
У 1967 р. Інна Федорівна захистила кандидатську дисертацію «Некоторые стороны обмена полисахаридных комплексов в сыворотке крови и тканях при ревматизме и его диагностическое значение» під керівництвом академіка Л.Т. Малої. У 1975 р. захистила докторську дисертацію «Нейрогуморальная характеристика гемодинамических расстройств при вибрационной болезни». З 1982 р. – професорка стає членом Міжнародної асоціації кардіологів (секція епідеміології і  профілактики).
1977–2009 рр. була завідувачкою кафедри внутрішніх і професійних хвороб ХМІ (кафедра була створена на базі клінічного відділу Харківського науково-дослідного інституту гігієни праці та професійних захворювань у 1977 р.), з 2009 р. – працює професором кафедри.
З 1998 р. – Інна Федорівна працює заступником головного редактора журналу «Медицина сьогодні і  завтра».
З 1998 р. – є дійсним членом Нью-Йоркської академії наук. З 1999 р. – стає академіком Української екологічної академії наук.
Протягом останніх 30 років Інна Федорівна є куратором студентського науково-інформаційного та медико-технічного конструкторського бюро. 
Померла  Інна Федорівна Костюк 7 листопада 2023 року  .

## Наукова та педагогічна робота
Напрямки наукових досліджень - професійна патологія в машинобудуванні, вивчення впливу негативних чинників виробничого середовища на стан серцево-судинних та бронхолегеневих систем, промислова кардіологія, вивчення особливостей перебігу серцево-судинної патології в різних професійних групах, взаємозв'язок профзахворювань з артеріальною гіпертензією, атеросклерозом, ішемічною хворобою серця, вивчення впливу на організм робітників машинобудування промислового аерозолю і вібрації. Професорка запропонувала методи первинної і вторинної профілактики артеріальної гіпертонії, професійних хвороб у працівників промисловості.
Інна Федорівна — автор та співавтор близько 200 наукових та навчально-методичних праць, у тому числі 2 монографій — «Клінічна фармакологія» (1995) та «Вибрационная болезнь и антагонисты кальция» (2000), підручника «Професійні хвороби» для медичних вузів України III-IV рівнів акредитації (1998),  13 патентів. Є автором (у співпраці з проф. В.А. Капустником) підручника «Професійні хвороби» (2003). Також є співавтором (з проф. В.А. Капустником) навчальних планів і програм МОЗ України з професійних хвороб для студентів, інтернів і магістрів (1992, 1994, 1998, 2002, 2007, 2012 рр.). У цих роботах показані сучасні поняття про професійну патологію як науку та клінічну дисципліну, її роль і місце в профілактичній медицині .
Під керуванням професорки виконані 1 докторська та 10 кандидатських дисертацій.

## Звання
1976 р. – доктор медичних наук
З 1977 р. – професор